# Dinamo Riazań
Dinamo Riazań (ros. Футбольный клуб «Динамо» Рязань, Futbolnyj Kłub "Dinamo" Riazań) – rosyjski klub piłkarski z siedzibą w mieście Riazań, założony w 1946.

## Historia
Chronologia nazw:
- 1946: Dinamo Riazań (ros. «Динамо» Рязань)

Piłkarska drużyna Dinamo została założona w Riazaniu w 1948 roku. W latach 1947-1949 zespół startował w rozgrywkach Pucharu Rosyjskiej RFSR wśród drużyn kultury fizycznej. Również od 1950 do 1953 występował w Mistrzostwach Rosyjskiej RFSR wśród amatorów.

## Sukcesy
- Mistrzostwa obwodu riazańskiego w piłce nożnej:
  - mistrz (4x): 1948, 1949, 1950, 1953
  - wicemistrz (1x): 1954
- Puchar obwodu riazańskiego w piłce nożnej:
  - zdobywca (3x): 1947, 1948, 1949
  - finalista (1x): 1946.

## Inne
- Spartak Riazań